# Radosław Kujawa
Radosław Tomasz Kujawa (ur. 7 maja 1965 w Szczecinie) – oficer służb specjalnych, generał brygady SWW, w latach 2008–2015 Szef Służby Wywiadu Wojskowego.

## Życiorys
Absolwent historii na Uniwersytecie Wrocławskim. W latach 80. XX w. działacz Niezależnego Zrzeszenia Studentów na uczelni. Pracował w Zarządzie Wywiadu Urzędu Ochrony Państwa, po reformie służb specjalnych w 2002 został przeniesiony do Agencji Wywiadu. Pełnił służbę m.in. na stanowiskach kierowniczych (naczelnik wydziału i dyrektor departamentu). W okresie Od 7 czerwca do 11 sierpnia 2008 był pełniącym obowiązki Szefa SWW. Przeszedł następnie z Agencji Wywiadu do działającej w obszarze wywiadu wojskowego Służby Wywiadu Wojskowego.
Od 11 sierpnia 2008 pełnił funkcję Szefa Służby Wywiadu Wojskowego. 9 listopada 2010 Prezydent RP, Bronisław Komorowski, na wniosek Ministra Obrony Narodowej Bogdana Klicha, mianował go generałem brygady SWW. W listopadzie 2015 został odwołany przez Prezes Rady Ministrów Beatę Szydło z funkcji. Od 2018 roku współpracownik Instytutu Bliskiego i Dalekiego Wschodu Uniwersytetu Jagiellońskiego.
Wpisany na listę nazwisk osobistości z państw Unii Europejskiej objętych rosyjskimi sankcjami wizowymi. Lista ta została opracowana w odpowiedzi na unijną listę sankcyjną i według ministra spraw zagranicznych Federacji Rosyjskiej Siergieja Ławrowa „dotyczą osób, które wyjątkowo aktywnie poparły przewrót państwowy (w Kijowie), w wyniku którego Rosjanie na Ukrainie są prześladowani i dyskryminowani”.
W grudniu 2023 został sekretarzem stanu w Kancelarii Prezesa Rady Ministrów oraz przedstawicielem ministra – Koordynatora Służb Specjalnych w Komisji Nadzoru Finansowego.
W 2024 został przewodniczącym Międzyresortowego Zespół do spraw Opracowania Koncepcji oraz Przygotowania Procesu Likwidacji Centralnego Biura Antykorupcyjnego, organu pomocniczego Prezesa Rady Ministrów.

## Odznaczenia
- Krzyż Oficerski Orderu Odrodzenia Polski
- Srebrny Krzyż Zasługi (2003)[13]
- Wojskowy Krzyż Zasługi
- Odznaka pamiątkowa SWW – 2012, ex officio